# Acyphoderes fulgida
Acyphoderes fulgida là một loài bọ cánh cứng trong họ Cerambycidae.